# Westernach (Mindelheim)
Westernach ist ein Ortsteil der Stadt Mindelheim im Landkreis Unterallgäu (Schwaben).

## Geographie
Das Pfarrdorf Westernach liegt etwa vier Kilometer nordwestlich des Stadtzentrums von Mindelheim. Durch die Gemarkung Westernach fließt die Westernach. Der Ort ist durch die Kreisstraße MN 25 mit dem Hauptort verbunden.

## Geschichte
Die erste Nennung des Ortes erfolgte im Zusammenhang mit Heinrich von Westernach, einem Ministerialen, der 1258 im Dienste des Augsburger Bischofs stand. Papst Nikolaus IV. übertrug den Überzehnt an die Mindelheimer Augustinereremiten. Lutz von Westernach, ein Aufständischer, musste im Jahre 1331 gegenüber Kaiser Ludwig IV. geloben, nie mehr gegen den Kaiser und das Reich zu kämpfen und kam dadurch aus der Gefangenschaft frei. 
Im Jahre 1363 wechselte der Besitzer des Ortes. Die Witwe Schwiggers VI., die bis dahin den Besitz gehalten hatte, verkaufte den Ort an die Herren von Hochschlitz. Von diesen kam der Ort an Herzog Friedrich von Teck. Dieser übertrug den Mindelheimer Augustinern das Patronatsrecht und die Vogtei der Pfarrei. Nach Aufgabe des Klosters durch die Augustiner und der Übernahme durch die Jesuiten gingen die Rechte an diese, später an die Malteser über. Mit dem Junker Jos von Urbach kam in der Mitte des 15. Jahrhunderts ein neues Adelsgeschlecht in das Dorf. An der Stelle der heutigen Kiesgrube im Norden des Ortes befand sich deren Burg. 
Um 1500 wurde die Pfarrkirche St. Andreas erbaut, die später öfters renoviert und umgebaut wurde. Das erste Schulgebäude erhielt der Ort 1817. Während des Dreißigjährigen Krieges schädigten durchziehende Truppen den Ort. Südöstlich des Ortes erbaute man 1753 eine kleine Kapelle, die dem Heiligen Johannes Baptist geweiht wurde. In den Napoleonischen Kriegen hatte der Ort im Jahr 1812 sechs Tote zu beklagen. Im Ersten Weltkrieg kamen elf, im Zweiten 28 Bürger ums Leben. Am 1. Januar 1976 wurde der Ort zusammen mit den Gemeindeteilen Bergerhausen und Doldenhausen in die Kreisstadt Mindelheim eingemeindet.
Außer der Pfarrkirche und der Kapelle steht auch das Pfarrhaus unter Denkmalschutz.
→ Liste der Baudenkmäler in Westernach

## Einwohnerentwicklung

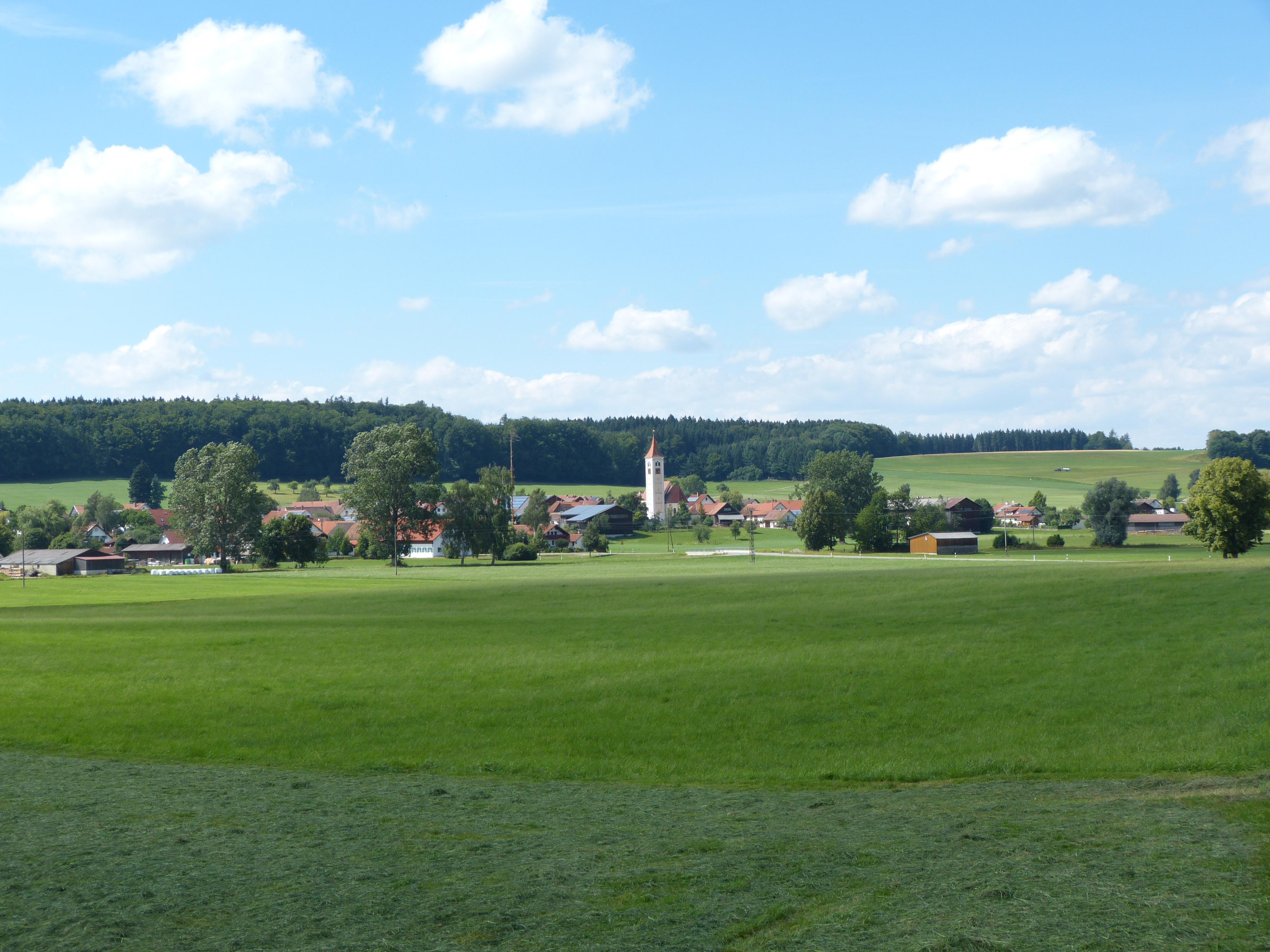
Ortsansicht von Westernach

Die Einwohnerzahl schwankte seit dem 19. Jahrhundert nur gering:
| Jahr | Einwohner |
| ---- | --------- |
| 1840 | 279       |
| 1871 | 284       |
| 1900 | 315       |
| 1939 | 285       |
| 1950 | 429       |
| 1961 | 323       |
| 1970 | 314       |